# Eugène Balme
Pour les articles homonymes, voir Balme.
Eugène Jean François Balme, né le 22 novembre 1874  à Oullins (Rhône) et mort le 24 février 1914 dans le 7e arrondissement de Paris, est un tireur français. 

## Biographie
Ancien élève de l'École centrale des arts et manufacture (promotion 1897), ainsi que de l'École secondaire d'Électricité et de la Faculté des Droits de Paris, il devient ingénieur représentant.   
Ingénieur de la Thomson-Houston Electric Company, il se suicide à l'aide de deux pistolets à la suite d'une crise de neurasthénie, à son domicile parisien.
Il commence à tirer avec Maître Maurice Lecoq, en 1892. Bien que polyvalent, ses préférences vont alors vers la carabine.
Au début des années 1900, il produit un travail scientifique sur le zonage elliptique déposé à la Commission Technique consultative instituée par l'Union des Sociétés de tir de France.

## Palmarès
- Il participe à une épreuve de tir aux Jeux olympiques d'été de 1900 à Paris et à deux épreuves de tir aux Jeux olympiques d'été de 1908 à Londres. À Paris, il se classe 3e du pistolet feu rapide individuel à 25 mètres[2], et lors de l'épreuve de carabine par équipes les Français terminent quatrièmes, tandis qu'ils se classent huit ans plus tard aussi troisièmes du concours de carabine libre par équipes[3];
- Champion de France (4) au révolver d'ordonnance en 1902 (101 points sur 120),.. ainsi que trois autres années auparavant;
- Champion de tir des Écoles supérieures, en 1895 et 1899;
- Champion de tir de la Jeunesse, en 1894.

## Biographie
- Biographie d'Eugène Balme, Le Tir national : organe officiel de l'Union nationale des sociétés de tir, 1er novembre 1902, p.478.